# Fraktale Dimension
In der Mathematik ist die fraktale Dimension einer Menge eine Verallgemeinerung des Dimensionsbegriffs von geometrischen Objekten wie Kurven (eindimensional) und Flächen (zweidimensional), insbesondere bei Fraktalen. Das Besondere ist, dass die fraktale Dimension keine ganze Zahl sein muss. Es gibt unterschiedliche Möglichkeiten, eine fraktale Dimension zu definieren.

## Boxcounting-Dimension
Bei der Boxcounting-Methode überdeckt man die Menge mit einem Gitter der Gitterbreite {\displaystyle \varepsilon }. Wenn {\displaystyle N(\varepsilon )} die Zahl der von der Menge belegten Boxen ist, so ist die Box-Dimension
{\displaystyle D=\lim _{\varepsilon \to 0}{\frac {\log N(\varepsilon )}{\log {\frac {1}{\varepsilon }}}}}.
Tatsächlich kann man andere Arten von Überdeckungen (Kreise bzw. Kugeln, sich überschneidende Quadrate etc.) wählen und genauso {\displaystyle D} berechnen, und das Ergebnis ist theoretisch dasselbe, in der numerischen Praxis (wenn man den Limes nicht ausrechnen kann) aber nicht unbedingt.

## Yardstick-Methode
Diese Methode eignet sich nur für topologisch eindimensionale Mengen, also für Kurven. Man misst deren Länge durch Abzirkeln. Der Schnittpunkt eines Kreises (bzw. Kugel in einbettender Dimension 3) mit der Kurve ist wiederum der neue Mittelpunkt des nächsten Kreises. So wird die Kurve mit Kreisen des gleichen Radius überdeckt. Mit der Anzahl {\displaystyle N} und dem Radius {\displaystyle \varepsilon } dieser Kreise verfährt man weiter wie bei der Boxcounting-Methode. Tatsächlich ist die Yardstick-Methode theoretisch lediglich ein Spezialfall der Boxcounting-Methode.

## Minkowski-Dimension
Umgibt man eine Menge {\displaystyle F} mit einer Minkowskiwurst {\displaystyle F_{\varepsilon }} der Dicke {\displaystyle \varepsilon } und misst deren
{\displaystyle n}-dimensionales Volumen {\displaystyle \operatorname {vol} (F_{\varepsilon })}, so lässt sich damit eine zu der Box-Dimension äquivalente Dimension definieren:
{\displaystyle F_{\varepsilon }=\left\{x\in \mathbb {R} ^{n}:|x-y|<\varepsilon ,y\in F\right\}},
{\displaystyle D=n-\lim _{\varepsilon \to 0}{\frac {\log \operatorname {vol} (F_{\varepsilon })}{\log \varepsilon }}}.

## Ähnlichkeits-Dimension
Mengen, die aus {\displaystyle N} um den Faktor {\displaystyle \varepsilon <1} verkleinerten Versionen ihrer selbst bestehen, heißen selbstähnlich. Für diese ist die Ähnlichkeits-Dimension
{\displaystyle D=-{\frac {\log N}{\log \varepsilon }}}
definiert. Man beachte, dass man hier keinen Limes braucht. Durch das Minuszeichen wird erreicht, dass D nicht negativ ist, denn wegen {\displaystyle \varepsilon <1} ist {\displaystyle \log \varepsilon } negativ.
Beispiel: Ein Quadrat besteht aus vier Quadraten ({\displaystyle N=4}) der halben ({\displaystyle \varepsilon =1/2}) Kantenlänge und hat damit {\displaystyle D=-{\frac {\log 4}{\log(1/2)}}={\frac {\log 4}{\log 2}}=2}, was mit dem vertrauten Dimensionswert übereinstimmt. Allerdings besteht schon ein Kreis nicht aus verkleinerten Kreisen, die Ähnlichkeits-Dimension ist also in diesem Fall nicht definiert. Doch für viele bekannte Fraktale lässt sich die Dimension so bestimmen. Aufgrund der fehlenden Limesbildung ist die Ähnlichkeits-Dimension besonders einfach und ist deshalb oft die einzige für Laien verständliche fraktale Dimension. Diese Methode der Dimensionsberechnung bietet sich insbesondere auch bei IFS-Fraktalen an.

## Hausdorff-Dimension
Die Hausdorff-Dimension, oder Hausdorff-Besicovitch-Dimension, benannt nach Felix Hausdorff und Abram Samoilowitsch Besikowitsch, ist die maßtheoretische Definition der fraktalen Dimension. Das {\displaystyle s}-dimensionale Hausdorffmaß nimmt fast überall entweder den Wert 0 oder den Wert {\displaystyle \infty } an. Die Stelle {\displaystyle s=\dim _{H}}, an der der Sprung von {\displaystyle \infty } nach 0 stattfindet, ist die Hausdorff-Dimension.

## Natürliche Fraktale
Entfernt man sich von der mathematischen Idealisierung und betrachtet Mengen wie Küstenlinien, Mondkrater oder einfach nur digitalisierte Bilder von Fraktalen, so lässt sich wegen der endlichen Auflösung der Grenzwertübergang {\displaystyle \varepsilon \to 0} nicht mehr durchführen. Man würde stets die Dimension 0 erhalten, weil man eine endliche Menge von Punkten betrachtet. Stattdessen macht man sich die Eigenschaft der Skaleninvarianz zunutze und bestimmt die Dimension durch Auftragung von {\displaystyle \log N} gegen {\displaystyle \log \varepsilon } im sogenannten Log-Log-Plot. Skaliert {\displaystyle N(\varepsilon )\sim \varepsilon ^{-D}}, dann weist dieser Plot zumindest im Bereich kleiner {\displaystyle \varepsilon }-Werte die Steigung {\displaystyle -D} auf. Ist der Skalierungsbereich hinreichend groß (mehrere Dekaden), so spricht man von natürlichen Fraktalen.
Theoretisch äquivalente Definitionen der fraktalen Dimension sind in dieser numerischen Variante nicht mehr gleich. So erweist sich die Yardstick-Dimension meist als größer als die Box-Dimension.

## Rényi-DimensionenDq
Das Besondere der Rényi-Dimensionen ist, dass sie sich nicht auf eine Menge, sondern auf ein Maß (bzw. eine Dichte) beziehen. Man kann allerdings auch die Punktdichte einer Menge nehmen. Geht man von der Boxcounting-Methode aus, so zählt nicht nur, ob eine Box besetzt ist oder nicht, sondern auch, wie viel in der Box ist. Der normierte Inhalt {\displaystyle \mu (B_{i})} der Box wird zur {\displaystyle q}-ten Potenz erhoben und über alle Boxen summiert:
{\displaystyle D_{q}=\lim _{\varepsilon \to 0}{\frac {\log \sum _{i}\mu (B_{i})^{q}}{(1-q)\log \varepsilon }}}.
Für {\displaystyle q\to 1} liefert die Regel von de L’Hospital: 
{\displaystyle D_{1}=\lim _{\varepsilon \to 0}{\frac {\sum _{i}\mu (B_{i})\log \mu (B_{i})}{\log \varepsilon }}}.
Die Rényi-Dimension zu {\displaystyle q=0} ist die normale fraktale Dimension. Die zu {\displaystyle q=1} heißt auch Informationsdimension und die zu {\displaystyle q=2} Korrelationsdimension. Maße, die unterschiedliche Dimensionen {\displaystyle D_{0}} bis {\displaystyle D_{q}} haben, heißen auch Multifraktale.

## Eigenschaften und Zusammenhang zwischen den Dimensionen
- Die fraktale Dimension einer Menge ist größer oder gleich der Dimension einer Teilmenge.
- Alle fraktalen Dimensionen eines Gegenstandes sind, sofern definiert, überraschend häufig gleich groß. Ansonsten sind Ungleichungen bekannt, so ist beispielsweise die Hausdorff-Dimension stets kleiner oder gleich der Boxcounting-Dimension.[1]
- Die fraktale Dimension ist stets größer oder gleich der topologischen Dimension.

## Anwendungen
Die fraktale Dimension kann in der Oberflächenphysik zur Charakterisierung von Oberflächen und zur Klassifizierung und zum Vergleich von Oberflächenstrukturen verwendet werden.